# Flavia de Oliveira
Flavia de Oliveira, née le 17 juillet 1983 à Londrina, est un mannequin brésilien.

## Biographie
C'est en 2001 que Flavia de Oliveira fait ses premiers pas en tant que mannequin, en signant avec Ford Model Management, qui la fait défiler pour Yigal Azrouël (en), Giorgio Armani et Nina Ricci. Elle attend cependant cinq années de plus avant de remonter sur un podium.
En 2005, elle est pour la première fois en couverture d'un magazine, Harper's Bazaar UK. Elle apparaît aussi dans un éditorial du Vogue Italia.
En octobre 2006, lors de la Fashion Week de Paris, elle ouvre le défilé Yves Saint Laurent. Elle se fait ainsi remarquer et le site web style.com la cite dans son classement des dix meilleures mannequins de l'automne, ce qui pousse  (en) et Salvatore Ferragamo à la choisir comme égérie. Elle pose également pour Blumarine (en) avec Mariacarla Boscono et pour Adidas.
De 2006 à 2008 puis en 2010 et 2011, elle défile pour Victoria's Secret,,. Elle apparaît aussi dans certaines de leurs publicités, et dans leurs catalogues.
En 2007, elle ouvre les défilés Jenni Kayne et Ruffian et ferme ceux de Michael Kors, John Galliano, Badgley Mischka (en), Monique Lhuillier (en) et Blumarine (en). Elle fait l'ouverture et la fermeture de celui d'Elie Saab et participe au 40e anniversaire de Ralph Lauren. Elle est dans les pages de Harper's Bazaar UK et Vanity Fair, ainsi que dans les publicités de Yves Saint Laurent, Gap, Elie Tahari (en) et Benetton.
En 2008, elle défile pour Armani Privé, Christian Dior, Christian Lacroix, Elie Saab, Valentino, Yves Saint Laurent. Elle ouvre et ferme le défilé Luca Luca, et ferme aussi pour Charlotte Ronson. Elle fait des publicités Anne Klein et Gap. Elle est dans des éditoriaux de Harper's Bazaar UK et Russh, et deux fois en couverture de Vogue Brasil puis de Elle Brasil. 
En 2009, elle devient l'égérie de Kenneth Cole (en) et des parfums Gap. Elle défile pour Armani Privé, Christian Lacroix, Valentino et Baby Phat (dont elle ouvre le défilé). Elle pose pour V et Elle Russia et est en couverture de Vogue Brasil, et de cinq éditions de Elle : Elle Denmark en février, Elle France en mars, Elle Spain en avril et en septembre et Elle Argentina en décembre.
En 2010, elle quitte son agence Ford Model Management pour signer avec Supreme Management. On la retrouve dans les pages de Vogue Brasil.
En 2011, elle pose deux fois pour le magazine The Block puis une fois pour Vogue Brasil. Elle est en couverture des éditions italiennes et espagnoles de Elle. Russell & Bromley (en) la choisit comme son égérie pour cette année-là et l'année suivante. Elle prête également son image au créateur John Richmond. 
En 2012, elle participe à un éditorial du Elle italien.
En 2013, elle est en couverture de Elle Spain et Woman Madame Figaro Spain.
En 2014, elle représente la marque Bendito Pie.